# Премия Сако
Премия Сако (Hadiah Sako) — литературная премия в Малайзии за лучшую повесть.
Учреждена медиагруппой «Утусан» в 1992 г. в память об известном малайском писателе Малайзии Исхаке Хаджи Мухаммаде, известном под псевдонимом Сако (1909—1991). Присуждается нерегулярно (1992; 2001; 2011 — совместно с Национальным институтом перевода Малайзии). Победитель получает сертификат и вознаграждение в сумме 30 тыс. ринггитов.

## Лауреаты 1992 г
- Абдуллах Хуссейн («Имам»)
- Зул Карнаин Итнаин («Ностальгия по Падангу»)
- Азизи Хаджи Абдуллах («Ви & Вильям»)

## Лауреаты 2001 г
- Амина Мохтар («Благочестие Маркисы»)
- Азизи Хаджи Абдуллах («Зумужество»)
- Рамли Аванг Муршид («Пей Пан»)
- Ван Хашим Хаджи Ван Тех («Сердце моё разбито в Бухаре»)
- Мохд Касим Махмуд («Линии сопротивления»)
- Х. М. Туах Искандар («Энрике приглашает уехать далеко»)

## Лауреаты 2011 г
- Анвар Ридван («Нарушитель границы»)
- Рахман Хаджи Юсуф («Не такое прекрасное, как мечта»)
- Хайдир Ахмад («Отзыв объявления о разводе»)
- Али Джусоф («Алор Мианг»)
- Амина Мохтар («Плач Рабиты»)[3]

## Галерея

Лауреат 1992 года писатель Абдуллах Хуссейн
Лауреат 2001 и 2011 гг. года писатель Амина Мохтар
Лауреат 2011 года писатель Анвар Ридван
Лауреат 2011 года писатель Рахман Хаджи Юсуф